# Torneio Governador Cortez Pereira de 1975
O Torneio Governador Cortez Pereira, também chamado de "Pentagonal", ocorreu no ano de 1975, foi uma competição organizada pelo governador potiguar José Cortez Pereira de Araújo, por isso leva o nome do torneio. A disputa ocorreu no primeiro semestre do ano, mais precisamente no mês de março. A competição contou com a participação de dois clubes da capital potiguar, ABC e América, o representante da Bahia o EC Bahia e dois clubes de Pernambuco, o Náutico e o Santa Cruz.

## Clubes participantes
- ABC
- América
- Bahia
- Náutico
- Santa Cruz

## Regulamento
A competição foi disputada em formato de pontos corridos, todas as partidas foram disputadas em Natal/RN no estádio Castelão (posteriormente renomeado de "Machadão", e demolido para dar lugar a Arena das Dunas), o torneio ocorreu em turno único todos enfrentando todos em um total de 4 partidas para cada time, ao final da competição a equipe que estivesse em primeiro lugar era a campeã do torneio.

## Partidas
| Time 1     | Placar | Time 2     | Data       |
| ---------- | ------ | ---------- | ---------- |
| ABC        | 2-5    | Náutico    | 02/03/1975 |
| América    | 1-3    | Santa Cruz | 02/03/1975 |
| América    | 0-0    | Bahia      | 05/03/1975 |
| ABC        | 1-2    | Santa Cruz | 05/03/1975 |
| Santa Cruz | 1-2    | Bahia      | 07/03/1975 |
| América    | 0-1    | Náutico    | 07/03/1975 |
| Náutico    | 2-1    | Santa Cruz | 09/03/1975 |
| ABC        | 0-0    | Bahia      | 09/03/1975 |
| Náutico    | 2-1    | Bahia      | 12/03/1975 |
| ABC        | 1-1    | América    | 12/03/1975 |

## Classificação Final
| Classificação - Final | Classificação - Final | Classificação - Final | Classificação - Final | Classificação - Final | Classificação - Final | Classificação - Final | Classificação - Final | Classificação - Final | Classificação - Final |
| Time                  | Time                  | PG                    | J                     | V                     | E                     | D                     | GP                    | GC                    | SG                    |
| --------------------- | --------------------- | --------------------- | --------------------- | --------------------- | --------------------- | --------------------- | --------------------- | --------------------- | --------------------- |
| 1                     | Náutico               | 9                     | 4                     | 4                     | 0                     | 0                     | 10                    | 4                     | +6                    |
| 2                     | Santa Cruz            | 5                     | 4                     | 2                     | 0                     | 2                     | 7                     | 6                     | +1                    |
| 3                     | Bahia                 | 4                     | 4                     | 1                     | 2                     | 1                     | 3                     | 3                     | 0                     |
| 4                     | América               | 2                     | 4                     | 0                     | 2                     | 2                     | 2                     | 5                     | -3                    |
| 5                     | ABC                   | 2                     | 4                     | 0                     | 2                     | 2                     | 4                     | 8                     | -4                    |

* Nota: Até 1994, cada vitória valia 2 pontos, entre 1975 e 1977 cada vitória por 2 ou mais gols de diferença dava um ponto extra ao vencedor.
* ²Nota: O Náutico se sagrou campeão invicto da competição e recebeu a taça das mãos do governador.
| Torneio Governador Cortez Pereira de 1975 |
| ----------------------------------------- |
| Clube Náutico Capibaribe Campeão          |